# 渡辺雲州
渡辺 雲州（わたなべ うんしゅう）は、戦国時代の武将。小山田氏の家臣。実名は不明。

## 略歴
甲斐国の小山田氏に仕える。天文19年（1550年）、砥石崩れの際に横田高松らと共に討ち死にを遂げた。
『妙法寺記』に「小沢式部、渡辺雲州討死」と記されている。